# L (데스노트)

L의 마크

L은 만화 《데스노트》의 탐정이다. 수사 본부에서는 류자키라고 칭하며, 본명은 L. 로우라이트(L. Lawliet)이다. 야가미 라이토와 대적할 만큼 엄청난 지식과 추리력을 지니고 있다. 항상 의자에 쭈그려 앉아있으며, 단 음식을 선호한다. 특유의 앉는 자세가 유행이 되기도 했다.

## 출연
- 애니메이션 - 야마구치 캇페이 / 엄상현
- 실사 영화판 - 마츠야마 켄이치

## 같이 보기
- 야가미 라이토
- 아마네 미사
- 데스노트

## 제2대 L과 그 라이벌
- 니아
- 멜로